# مدرسة طب ماونت سيناي
مدرسة طب ماونت سيناي (بالإنجليزية: Mount Sinai School of Medicine)‏ هي إحدى الكليات لتدريس الطب في الولايات المتحدة الأمريكية. تقع في مدينة مانهاتن، نيويورك سيتي في ولاية نيويورك الأمريكية. نوع الشهادة الطبية التي يتم تحصيلها هناك هي دكتور في الطب.

## أساتذة بارزون
- جاكوب شيرغ ولوته شتراوس، مكتشفا متلازمة شيرغ شتراوس.[6][7]
- ساداو أوتاني: مكتشف الورم الكبي الوداجي (ورم أوتاني).[8]